# Mignon G. Eberhart
Mignon Good Eberhart (* 6. Juli 1899 in University Place/Lincoln, Nebraska; † 8. Oktober 1996 in Greenwich, Connecticut) war eine US-amerikanische Krimischriftstellerin.

## Lebenslauf
Mignon Good studierte drei Jahre lang Anglistik und Geschichte an der Nebraska Wesleyan University ohne einen Abschluss zu machen. 1923 heiratete sie den Bauingenieur Alanson Eberhart. Sie arbeitete als Journalistin und begann mit dem Schreiben von Geschichten und Romanen. Ihr erstes Buch mit dem Titel Der Patient in Zimmer 18 erschien 1929, in dem die Krankenschwester Sarah Keate zusammen mit dem Polizisten O’Leary ihren ersten Fall löste. Fünf Fälle schloss die Amateurdetektivin erfolgreich ab, bevor Eberhart zu wechselnden Ermittlern überging. Später folgten noch zwei weitere Keate-Romane. 
Ihre frühen Erfolge fielen in die Goldene Zeit des Detektivromans, das von Agatha Christie, Dorothy Sayers und Gilbert K. Chesterton in England und von ihr, Margery Allingham und Anderen in den Vereinigten Staaten begründet wurde. Ihr dritter Roman Mord im Jagdhaus brachte ihr die beträchtliche Summe von 5000 Dollar und den Scotland Yard Prize ein. Anfang der 30er Jahre war sie eine der erfolgreichsten und bestbezahlten US-amerikanischen Schriftstellerinnen und wurde auch als amerikanische Agatha Christie bezeichnet. 1935 erhielt sie die Ehrendoktorwürde ihrer ehemaligen Universität. In der zweiten Hälfte der 30er Jahre wurden einige ihrer Roman auch verfilmt.
1946 ließ sich die Autorin von ihrem Mann scheiden, aber nach nur zweijähriger Ehe mit John Hazen Perry kehrte sie zu Eberhart zurück und die beiden heirateten erneut.
Mignon Good Eberhart engagierte sich auch bei den Mystery Writers of America, dem Verband amerikanischer Krimiautoren, und war eine Zeit lang deren Vorsitzende. 1971 erhielt sie den Grand Master Award der Vereinigung für ihr Lebenswerk. Ein zweiter populärer US-amerikanischer Krimipreis, der Malice Domestic Award for Lifetime Achievement, folgte 1994.
In 60 Jahren erschienen fast im Jahrestakt etwa ebenso viele Romane, zahlreiche Kurzgeschichten und auch zwei Theaterstücke von Mignon G. Eberhart und bei der Veröffentlichung ihres letzten Romans Three Days for Emeralds im Jahr 1988 war sie bereits 88 Jahre alt. Mignon Eberhart starb 1996 in Greenwich, Connecticut.

## Werke
In den 50er bis 70er Jahren erschienen die Romane von Mignon G. Eberhart auch auf Deutsch vor allem bei Scherz und Ullstein. Die Serie um Sarah Keate wurde von Goldmann zwischen 1997 und 2002 aufgelegt.

### Sarah Keate
- Übers. Ernst Weiß: Der Patient in Zimmer 18. 1930 (The Patient in Room 18, 1929)
- Während der Kranke schlief (While the Patient Slept, 1930)
- Mord im Jagdhaus (The Mystery of Hunting's End, 1930)
- Die Treppe im Dunkeln (From This Dark Stairways, 1931)
- In einer kühlen Sommernacht (Murder by an Aristocrat, 1932)
- Keiner will's gewesen sein (Murder of my Patient, 1941)
- Der Wolf im Schafspelz (Wolf in Man's Clothing, 1942)
- Tödliche Absichten (Man Missing, 1954)

### Andere
- Der dunkle Garten (The Dark Garden, 1933)
- Mord in b-Moll (The House on the Roof, 1935)
- Die grünen Hände (The Glass Slipper, 1938)
- Der letzte Besuch (Hasty Wedding, 1938)
- Der seidene Schal (The Chiffon Scarf, 1939)
- Fünf Minuten später (The Hangman's Whip, 1940)
- Die warnenden Affen (Speak No Evil, 1941)
- Die Juwelen der Chatoniers (With This Ring, 1941)
- Der Mann von nebenan (The Man Next Door, 1943)
- Der Tod geht um (Escape the Night, 1944)
- Das weiße Gewand (The White Dress, 1946)
- Das schwarze Medaillon (Another Woman's House, 1947)
- Die unheimliche Insel (The House of Storm, 1949)
- Die Meute ist los (Hunt With the Hounds, 1950)
- Schau nie zurück (Never Look Back, 1951)
- Das Vermächtnis des Toten (Dead Men's Plans, 1952)
- Gefährliche Schatten (The Unknown Quantity, 1953)
- Tödliche Post (Postmark Murder, 1956)
- Der Fluch der bösen Tat (Another Man's Murder, 1957)
- Rätsel um Melora (Melora, 1959)
- Haus überm Abgrund (Jury of One, 1960)
- Verrat auf Honotassa (The Crime at Honotassa, 1961)
- Mörder unter meinem Dach (Enemy in the House, 1962)
- Anruf nach Mitternacht (Call After Midnight, 1964)
- Bring sie zum Schweigen (Witness at Large, 1966)
- Ein Mord, wie er im Buche steht (Woman on the Roof, 1968)
- In Hongkong ist das Leben kurz (Message from Hong Kong, 1969)
- Witwe werden ist nicht schwer ... (El Rancho Rio, 1970)
- Dakapo für einen Mord (Two Little Rich Girls, 1971)
- Drei letzte Worte (Murder in Waiting, 1973)
- Mörderische Millionen (Danger Money, 1975)
- Hochzeit um Mitternacht (Family Fortune, 1976)
- Schöne Nacht für Mord (Nine O'Clock Tide, 1976)